# NGC 7391
NGC 7391 (другие обозначения — PGC 69847, UGC 12211, MCG 0-58-6, ZWG 379.8) — эллиптическая галактика (E) в созвездии Водолей.
Этот объект входит в число перечисленных в оригинальной редакции «Нового общего каталога».